# Muhu
Muhu (in svedese Moon, in passato nota in lingua tedesca come Mohn) è un'isola del mar Baltico e un comune rurale dell'Estonia occidentale, nella contea di Saaremaa.
L'isola è unita alla vicina Saaremaa da un terrapieno artificiale; vi approdano i traghetti che collegano Saaremaa al porto di Virtsu.
Il territorio comunale e quello dell'isola, la terza più grande dell'Estonia, coincidono.
Il centro amministrativo è la località (in estone küla) di Liiva.

## Monumenti e luoghi d'interesse

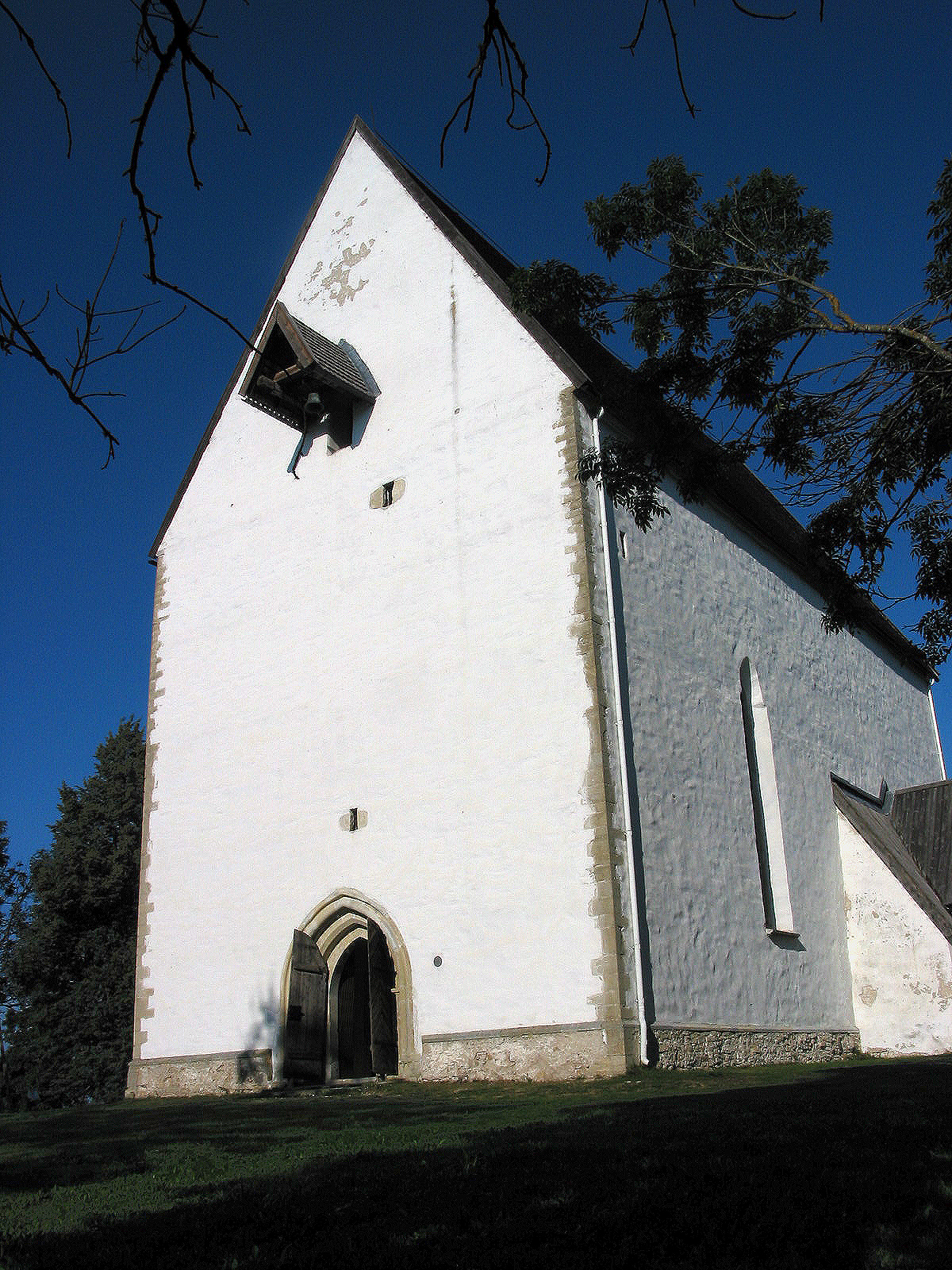
Antica chiesa in pietra a Muhu

L'isola è nota per i suoi costumi popolari particolarmente elaborati.
Presso il centro dell'isola sorge la chiesa di Liiva, costruita fra il XIII ed il XIV secolo, al cui interno sono visibili affreschi murali che raffigurano scene di vita marinara.
L'isola ospita inoltre la fortezza di Muhu, dove gli isolani, il 3 febbraio 1227, si arresero di fronte ai Cavalieri della Spada. L'evento segnò la fine della resistenza degli Estoni all'invasione dei tedeschi.
È inoltre interessante la località di Koguva, all'estremità occidentale dell'isola; si tratta di un caratteristico villaggio isolano ottimamente conservato, le cui 105 case sono attualmente protette come museo all'aperto.
La maggior parte delle abitazioni risale al periodo 1880-1930, ma le più antiche furono edificate già nella metà del Settecento.

## Località
Oltre al capoluogo il comune comprende altre 51 località:
Aljava - Hellamaa - Igaküla - Kallaste - Kantsi - Kapi - Kesse - Koguva - Kuivastu - Külasema - Laheküla - Lalli - Leeskopa - Lehtmetsa - Lepiku - Levalõpme - Liiva - Linnuse - Lõetsa - Mäla - Mõega - Mõisaküla - Nautse - Nõmmküla - Nurme - Oina - Pädaste - Päelda - Paenase - Pallasmaa - Pärase - Piiri - Põitse - Raegma - Rannaküla - Rässa - Raugi - Rebaski - Ridasi - Rinsi - Rootsivere - Simisti - Soonda - Suuremõisa - Tamse - Tupenurme - Tusti - Vahtraste - Vanamõisa - Viira - Võiküla - Võlla